# Thomas Tumba
Thomas Tumba Exaucia (nacido en Kinshasa, República Democrática del Congo, el 15 de abril de 2001) es un jugador de baloncesto estadounidense con nacionalidad finlandesa que mide 1,96 metros y juega en la posición de alero. Actualmente pertenece a la plantilla del Kataja Basket de la Korisliiga. Es internacional con la Selección de baloncesto de Finlandia.

## Trayectoria
Tumba es un jugador de baloncesto nacido en Kinshasa y criado en Kotka, formado en las categorías inferiores del Peli-Karhut y KTP Basket, antes de unirse a la Academia de Baloncesto HBA-Märsky situada en Helsinki en 2017. En 2021, después de cuatro años formándose en la academia finlandesa, se marchó a Estados Unidos para formar parte de la Redemption Christian Academy y jugó una temporada en la conferencia NEPSAC Power 5.
En la temporada 2022-23, Tumba regresó a Finlandia y firmó con el Joensuun Kataja, con el que ganó la Copa de Finlandia y la medalla de plata en Korisliiga. Tumba también fue nombrado Novato del Año en Korisliiga. 
En la temporada 2023-24, Tumba fue nombrado Sexto Hombre del Año y Jugador Defensivo del Año en Korisliiga.
El 29 de julio de 2024, Tumba fichó por el Club Baloncesto Morón de la Primera FEB.

### Internacional
Tumba representó a la selección de baloncesto de Finlandia en la Universiada de Verano de 2021 en Chengdu que se celebró en 2023, donde Finlandia terminó quinto, la mejor posición en la historia de la nación.
El 25 de junio de 2024, Tumba debutó en la selección de baloncesto de Finlandia absoluta, en un partido amistoso preparatorio de clasificación olímpica contra Nueva Zelanda, que finalizó con una victoria por 73-70.